# Ano Mundial da Física
O ano de 2005 foi declarado por muitas entidades como o Ano Mundial da Física. A proposta inicial foi da União Internacional de Física Pura e Aplicada (conhecida pela sigla em inglês, IUPAP) e outras associações de físicos e foi apoiada pela UNESCO e pela Assembleia Geral das Nações Unidas. Esta ação da comunidade de físicos mundial busca colocar a Física em destaque, já que o interesse pela ciência tem diminuido nos últimos anos.
O ano de 2005 foi escolhido por marcar o centenário do annus mirabilis de Albert Einstein, quando ele publicou seus trabalhos sobre o efeito fotoelétrico, a relatividade especial e o movimento browniano. Por todo o mundo estão sendo organizandas atividades para marcar o ano. No Brasil, a organização oficial é da Sociedade Brasileira de Física.